# Heap-Gletscher
Der Heap-Gletscher ist ein 16 km langer Gletscher in der antarktischen Ross Dependency. Er fließt östlich der Henry Mesa in nordöstlicher Richtung zum Mulock-Gletscher.
Der United States Geological Survey kartierte ihn anhand eigener Tellurometervermessungen und Luftaufnahmen der United States Navy aus den Jahren von 1959 bis 1963. Das Advisory Committee on Antarctic Names benannte ihn 1965 nach dem britischen Polarforscher John Arnfield Heap (1932–2006), der zwischen 1962 und 1963 einer Mannschaft der University of Michigan zur Erkundung des Ross-Schelfeises angehört hatte und von 1992 bis 1997 das Scott Polar Research Institute leitete.